# 마파도 2
마파도 2는 2006년에 제작, 2007년 개봉한 대한민국의 코미디 영화이다.

## 캐스팅
- 이문식 - 나충수
- 김지영 - 영광댁/간장 귀신
- 여운계 - 회장댁
- 김수미 - 진안댁
- 김을동 - 여수댁
- 김형자 - 마산댁
- 길해연 - 제주댁
- 이규한 - 전기영
- 김양우 - 비서실장

## 이모저모
- 김을동의 사실상 연기자 분야 은퇴작이기도 하다.